# 張保皐

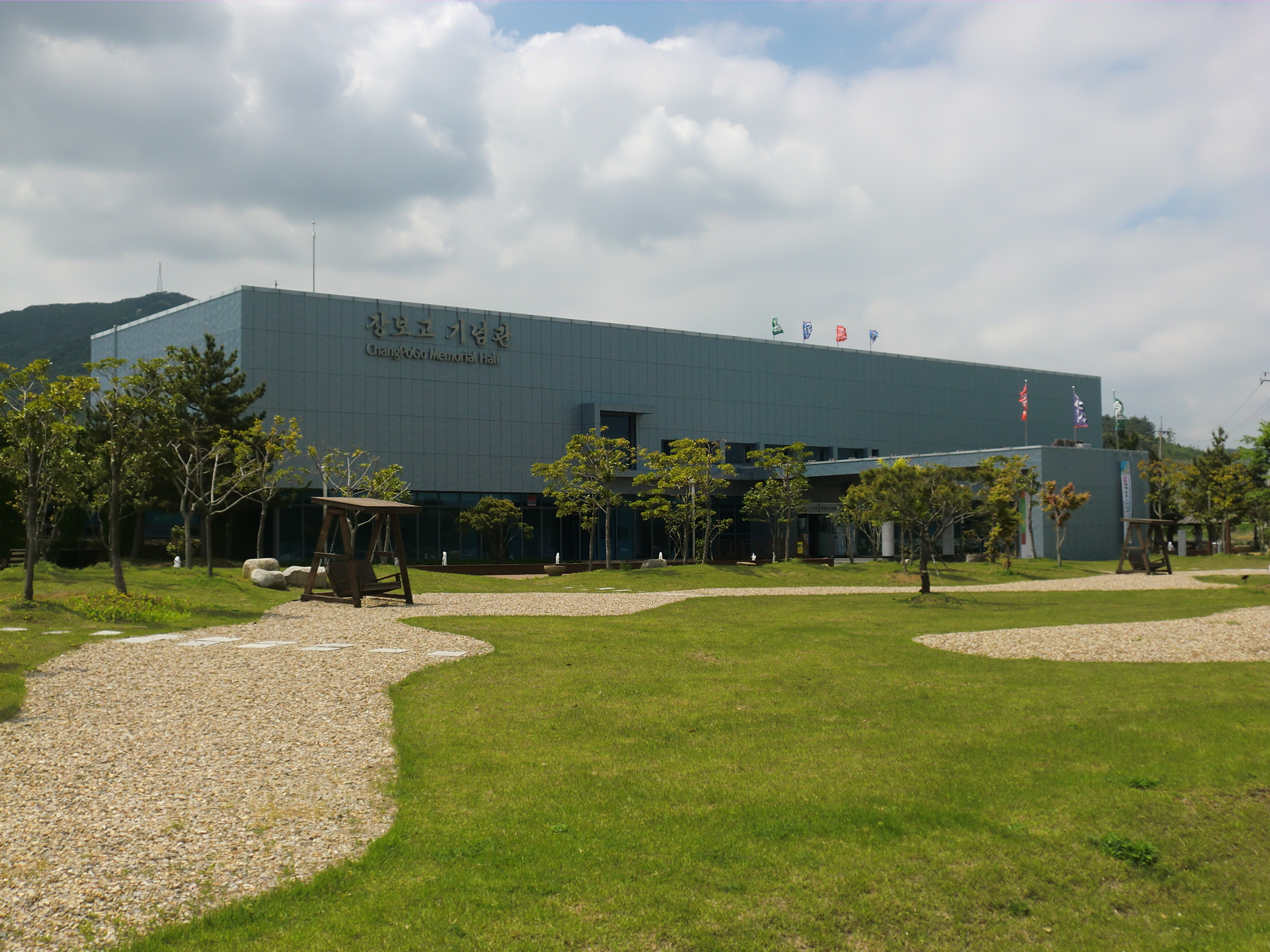
張保皐紀念館（全羅南道莞島郡）

張保皋（韓語：장보고；790年—846年），新羅將領。出生於新羅清海鎮（今朝鮮半島全羅南道莞島），出身平民家庭，曾在唐朝徐州任「武甯軍小將」，擅長戰技。
9世紀時，新羅的黃海地區飽受海盜之苦，新羅人常被海盜擄去中國為奴。張保皋以兵力掃蕩海盜，確保新羅的安全與制海權，而且也使清海鎮的成為新羅的貿易要地，組成了對唐朝、日本的國際貿易網，並增強了朝鮮半島對外的文化交流。824年，為使在中國的新羅人團結，他出資在今山東省文登縣赤山村幫助村民興建了一座佛教寺院赤山法華院，用作新羅人的精神依靠，请来诵经的首批僧人属天台宗派。
後來，張保皋被封為「清海鎮大使」，进入朝廷的統治核心。出生貧寒的他，對當時貴族壟斷的社會有所不滿，曾試圖改革不平等的骨品制度，減少貴族集團的控制，但最終失敗，並捲入政治鬥爭，最後被刺客所殺。死後，被日本人稱為新羅明神、赤山明神。晚唐詩人杜牧寫有《張保皋鄭年傳》，讚揚張保皋的功績。

## 张保皋纪念馆
张保皋纪念馆位于莞岛郡莞岛邑，占地面积为14,472m²，建筑面积1,739m²，展览面积730m²。纪念馆为钢筋混凝土结构的两层建筑，第一层为中央厅、影像厅、企划展示厅、收藏厅及休息室，第二层为常设展览厅第一展览厅、第二展览厅及海路。
一层中央厅展示了由清海镇船舶研究所马广南所长制作、并由（财）海上王张保皋纪念事业会赠予的张保皋贸易船四分之一大小的模型和由中国工艺美术大师陆光正使用椴木制作的《海上王张保皋》大型木雕壁画（长8米，宽2.2米）。二层常设展览厅分为“根”、“清海镇的建立”、“海上帝国”及“航海”四个主题区域，各区域分别展示了与主题相符的各种文物。

## 纪念及其他
另外，韓國海軍將從德國HDW廠購入的209型潛艇命名為張保皋級。
2011年，韩国计划在南极洲建设的第2个科考基地也以其命名。